# 沃伦·艾伦·史密斯
沃伦·艾伦·史密斯（Warren Allen Smith，1921年10月27日—2017年1月9日），是一名美国同性恋权利活动家、作家和人文学科的人文主义者。

## 生平
1961年，史密斯与他的商业伙伴、伴侣费尔南多·罗多尔夫·德·瓦尔加斯·萨莫拉在纽约市百老汇附近成立多样录音室（英語：Variety Recording Studio），史密斯经营公司近三十年。1969年，史密斯参加了石墙暴动。此外，他也是1973年《人文主义宣言II》以及2003年《人文主义宣言III》的签署者之一。2017年1月9日，史密斯去世，享年95岁。